# Jacques Eléonor Rouxel de Grancey
Pour le créateur des Shadoks, voir Jacques Rouxel.
Pour les articles homonymes, voir Rouxel et Grancey.
Jacques Éléonor Rouxel, comte de Grancey et baron de Médavy, né le 31 mai 1655 au château de Chalancey et mort le 6 novembre 1725 (« de mort subite ») à Paris, est un militaire et gentilhomme français des XVIIe et XVIIIe siècles. Il est élevé à la dignité de maréchal de France en 1724.

## Biographie
Jacques Éléonor Rouxel descend d'une famille de la noblesse normande. Il est le fils de Pierre Rouxel (1626-1704), comte de Grancey et de Médavy, colonel du régiment de Grancey, et de Henriette de La Palud de Bouligneux, il était également le petit-fils de Jacques Rouxel de Grancey (1605-1680), maréchal de France.
Cadet dans le corps des gardes à l'âge de 18 ans, il est brigadier des armées du Roi en 1688 et lieutenant-général en 1702.
Ses principales actions militaires sont :
- La conquête de la Franche-Comté (1674) ;
- Bataille de Seneffe (1674) ;
- Bataille de Consarbrück (1675), où il est blessé et fait prisonnier ;
- Défense de Bonn (1690) ;
- Bataille de Staffarda (1690) ;
- Conquête de Saluces, Nice et Villefranche (1691) ;
- Bataille de La Marsaille (1693), où il est blessé ;
- Bataille de Luzzara (1702) :

Monsieur de Vendôme, qui remplaçait Catinat et de Villeroy, parce que le premier était mort, et l'autre prisonnier, livra, le 15 août 1702, la bataille de Luzzara. Jacques-Éléonor de Grancei, lieutenant-général des armées du roi, se conduisit suivant son habitude, en héros, et contribua puissamment à la prise de Luzzara et de Guastalla.
En 1703, Jacques-Éléonor de Grancey eut le commandement en chef des troupes destinées à pénétrer dans le Trentin pour ouvrir une communication du Milanais avec la Bavière, et couper les passages à l'armée impériale. Il la força dans les retranchements qu'elle avait établis dans les vallées de l'Oder et de Nota, puis il se rendit maître de Riva, Arco, Nago et Torbalé.
L'année suivante, le lieutenant-général « Rouxel de Médavid Grancei », sous les ordres du maréchal de Vendôme, fit le siège et prit Vercelli, puis Ivrée et Verrue. Le roi donna au général le gouvernement des ville et château d'Argentan, devenu vacant par la mort (1704) de Pierre de Rouxel, son père.
En 1705, Vendôme et Médavy poursuivaient leur campagne en Italie. Après la bataille de Cassano (1705), près de l'Adda, ils gagnèrent celle de Calcinato, qui fut livrée le 19 avril 1706.
Monsieur de Vendôme fut rappelé d'Italie pour aller réparer les pertes de la Flandre ; il fut remplacé par monsieur le duc d'Orléans, qui fut blessé au siège de Turin, où le maréchal Marsin perdit la vie, le 7 septembre 1706. Le 9 du même mois, de Médavid Grancey, gouverneur d'Argentan, dans les plaines de Castiglione (Bataille de Castiglione), remporta une victoire complète sur les impériaux commandés par le prince de Hesse-Cassel, sa plus grande victoire. Les résultats de cette journée pour l'ennemi furent trois mille hommes tués, trois mille cinq cents faits prisonniers, leurs étendards et leurs drapeaux pris, leur artillerie tombée au pouvoir des Français, et le siège de Castiglione levé.
Pour récompenser le comte de Médavy, le roi l'honora, dès le 23 octobre 1706, du collier de ses ordres. Il le confirma dans son commandement en chef des troupes d'Italie qu'il ramena en France au mois d'avril 1707. Après la bataille d'Hochsteds et le traité avec l'Empereur, le gouverneur d'Argentan revint en France à la tête de sa division composée de quinze mille hommes. Aussitôt l'arrivée de Médavid Grancey et de son corps d'armée, le roi lui donna le gouvernement général des pays et duché du Nivernais et Donzois, et le commandement en chef des troupes en Savoie, avec lesquelles il marche au siège de Toulon (1707).
En 1714, Rouxel de Médavid fut pourvu du commandement en chef des provinces de Dauphiné et Provence. Il sut arrêter les progrès de la peste qui désolait ces pays et prouva qu'il savait aussi bien opérer en temps de paix, pour le salut de l'État, que combattre et vaincre en temps de guerre.
Chevalier de l'Ordre du Saint-Esprit depuis le 1er janvier 1711, le roi Louis XV de France le fit maréchal de France en 1724.
De son mariage (12 juin 1685) avec Marie-Thérèse Colbert de Maulévrier, une nièce de Jean-Baptiste Colbert, il n'eut que trois filles, toutes trois mortes avant leur père. D'une relation extra-conjugale, il eut un fils, Claude Rouxel de Blanchelande, ancien lieutenant-colonel du régiment de la Chennelay (1726), chevalier de Saint-Louis, fils naturel qu'il reconnut. Ce dernier était le père de Philippe François Rouxel de Blanchelande.
Entre 1705 et 1725, Jacques Éléonor fait construire le château de Grancey-le-Château-Neuvelle sur l'emplacement de la forteresse médiévale érigée en 1098 par Ponce de Grancey.
On lui doit aussi l’essentiel du château actuel de Médavy, dans l'Orne, qu’il a fait construire entre 1704 et 1725, année de sa mort. Il s'agit d’une construction classique du début du XVIIIe siècle, dont l'architecture serait due aux Gabriel, originaires d'Argentan, et à Robert de Cotte, architecte de Louis XIV à la suite de Mansart.

## Armoiries
| Figure | Blasonnement                                                        |
|        | D'argent, à trois coqs de gueules, becqués, membrés et crêtés d'or. |

## Source
- (en) Cet article est partiellement ou en totalité issu de l’article de Wikipédia en anglais intitulé « Jacques Eléonor Rouxel de Grancey » (voir la liste des auteurs).
- Jean-Alexandre Germain, Histoire d'Argentan et ses environs : comprenant des recherches historiques (épisodes de la domination des Celtes, des premiers Gaulois, des Romains, des Franks & des Normands dans les Gaules), vol. 2, Bonnet, 1845, 204 p. (lire en ligne) ;